# Gmina Farum
Gmina Farum (duń. Farum Kommune) - istniejąca w latach 1970-2006 gmina w Danii w okręgu Frederiksborg Amt. 
Siedzibą władz gminy było miasto Farum. 
Gmina Farum została utworzona 1 kwietnia 1970 na mocy reformy podziału administracyjnego Danii. Po kolejnej reformie administracyjnej w roku 2007 weszła w skład nowej gminy Furesø.

## Dane liczbowe
- Liczba ludności: (♀ 8950 + ♂ 9712) = 18 662
  - wiek 0-6: 9,3%
  - wiek 7-16: 16,0%
  - wiek 17-66: 62,8%
  - wiek 67+: 11,9%
- zagęszczenie ludności: 848,3 osób/km² (2004)
- bezrobocie: 3,4% osób w wieku 17-66 lat
- cudzoziemcy z UE, Skandynawii i USA: 203 na 10 000 osób
- cudzoziemcy z krajów Trzeciego Świata: 611 na 10 000 osób
- liczba szkół podstawowych: 5 (liczba klas: 107)